# 43 Pułk Piechoty (Imperium Rosyjskie)
43 Ochocki pułk piechoty (ros. 43-й пехотный Охо́тский полк) – oddział piechoty okresu Imperium Rosyjskiego.

## Charakterystyka
Sformowany 16 sierpnia 1806 z jednej grenadierskiej i trzech muszkieterskich kompanii Sielenginskiego pułku muszkieterów i rekrutów jako Ochocki pułk muszkieterów w składzie 3 batalionów, wchodząc w skład 11 Dywizji Piechoty. Stacjonował w Łucku. 22 lutego 1811 otrzymał nazwę Ochocki Pułk Piechoty, zaś 28 stycznia 1833, po dodaniu 2. batalionu 36. pułku Jegerskiego oraz 1. i 3. batalionu Naszeburskiego Pułku Piechoty został przemianowany na Ochocki Jegerski Pułk i rozwinięty do 6 batalionów (4 aktywnych i 2 rezerwowych).
28 lutego 1834 6. batalion rezerwowy został rozwiązany.
14 czerwca 1841 jedna kompania została wydzielona, aby utworzyć 6. batalion rezerwowy Pułku Kabardyjskiego.
W 1842 5. Batalion Rezerwowy został również rozwiązany, a w pułku pozostały tylko kadry 5. i 6. batalionu.
4 grudnia 1853 5. i 6. batalion zostały na stałe urlopowane.
10 marca 1854 ponownie sformowano 7. i 8. batalion.
17 kwietnia 1856 pułk otrzymał nazwę Ochocki Piechoty; 23 sierpnia 4. czynny batalion przemianowano na 4. rezerwowy i wysłano do wojsk rezerwowych; pod koniec wojny wschodniej rozwiązano 5., 6., 7. i 8. batalion. Pułk zredukowano do 3 batalionów po 3 kompanie strzeleckie.
30 sierpnia 1856 1., 2., 3. i 4. batalion otrzymały nowe sztandary św. Jerzego.
13 października 1863 3-batalionowy Pułk Piechoty Dorogobuża został utworzony z 4. batalionu rezerwowego oraz 5. i 6. batalionu na stałym urlopie.
25 marca 1864 pułk otrzymał nazwę 43 Ochocki Pułk Piechoty.
7 kwietnia 1879 sformowano czwarty batalion. 

 W przededniu I wojny światowej pułk etatowo posiadał cztery bataliony po cztery kompanie oraz kompanię tyłową. Kompania piechoty czasu wojny liczyła około 240 żołnierzy i 4–5 oficerów. Na szczeblu pułku występował także pododdział karabinów maszynowych (8 km), łączności (w tym 14 konnych gońców i 21 telefonistów) i zwiadowczy (64 zwiadowców, w tym 4 kolarzy). W sumie pułk liczył około 4000 żołnierzy.
Rozformowany w 1918.

## Podporządkowanie
Lipiec 1914:
- 11 Korpus Armijny – Równe[7]
  - 11 Dywizja Piechoty – Łuck
    - 2 Brygada Piechoty – Łuck
      - 43 Ochocki pułk piechoty – Łuck[8]